# Bella Vista (kommun)
Bella Vista är en kommun i Mexiko.   Den ligger i delstaten Chiapas, i den sydöstra delen av landet, 900 km sydost om huvudstaden Mexico City. Antalet invånare är 26 953. Arean är 114 kvadratkilometer.
Terrängen i Bella Vista är bergig åt nordväst, men åt sydost är den kuperad.
Följande samhällen finns i Bella Vista:
- Emiliano Zapata
- La Rinconada
- San Juan Progreso
- Las Flores
- Chemic
- La Independencia
- Cuatro Caminos
- Los Tres Puentes
- Nuevo Yucatán
- Guadalupe
- Veinte de Noviembre
- Allende
- Los Llanitos
- Zaragoza
- Los Lagos
- Las Nubes
- Barrio Guadalupe
- Libertad la Fuente
- El Caballete
- Las Tablas
- Minerva
- El Cedro
- Monte Flor
- Cueva del Arco
- La Lucha San Marcos
- Los Pocitos
- El Paraíso
- Puente Carranza
- Ojo de Agua
- Paso Limón